# متیلن‌دی‌اکسی‌متوکسی‌آمفتامین
متیلن‌دی‌اکسی‌متوکسی‌آمفتامین (به انگلیسی: Methylenedioxymethoxyamphetamine) با فرمول شیمیایی C۱۱H۱۵NO۳ یک ترکیب شیمیایی است. که جرم مولی آن ۲۰۹٫۲۴۲ g/mol می‌باشد. 